# Article 5 de la Constitution de la Cinquième République française
Article 4 Article 6
L'article 5 de la Constitution de la Cinquième République française fait partie du titre II sur le président de la République et traite de ses responsabilités en tant que garant des institutions depuis le passage à la Cinquième République le 5 octobre 1958.

## Texte
« Le président de la République veille au respect de la Constitution. Il assure, par son arbitrage, le fonctionnement régulier des pouvoirs publics ainsi que la continuité de l'État.

Il est le garant de l'indépendance nationale, de l'intégrité du territoire et du respect des traités. »
— Article 5 de la Constitution

## Analyse juridique

### Une innovation constitutionnelle
Cet article constitue une innovation constitutionnelle en ce qu'il décrit par des formules générales le rôle d'un acteur constitutionnel. Cela a pour but de distinguer la fonction présidentielle de la fonction gouvernementale décrite à l'article 20 de la Constitution. Cet article détermine les finalités qui doivent guider la fonction présidentielle et peut être considéré comme un moyen de limiter l'action du président, qui est irresponsable. 
La pratique a souvent ignoré cet article tout comme l'article 20 puisqu'en dehors des périodes de cohabitation, c'est bien le président et non le gouvernement qui définit la politique de la Nation. Le comité Balladur a proposé de prendre acte de cette réalité et de modifier l'article 5 pour y introduire le fait que le président définit la politique nationale mais cette modification n'a pas été suivie car elle aurait engendré des complications en cas de cohabitation.

### Les trois rôles du Président de la République

#### Gardien de la Constitution
Trois grandes missions sont confiées au président dans cet article. D'une part, il est le gardien de la Constitution, ce qui signifie qu'en-dehors des cas où le Conseil constitutionnel est compétent pour interpréter la Constitution, c'est le Président qui tient ce rôle. Ainsi, Charles de Gaulle a interprété l'article 30 de la Constitution, disposant que c'est au Président d'ouvrir une session extraordinaire du Parlement, comme lui permettant de refuser d'ouvrir cette session. De même, en 1986, François Mitterrand a refusé de signer trois ordonnances en considérant que l'article 5 faisait de lui le gardien des intérêts vitaux de la Nation.

#### Garant de la continuité de l’État
Le président de la République joue aussi le rôle d'un arbitre et d'un garant du fonctionnement régulier des pouvoirs publics et la continuité de l'État, ce qui explique son intervention dans le cadre de la révision constitutionnelle, dans celui de la nomination du Premier ministre, dans celui de la mise en œuvre de l'article 16 de la Constitution ou encore dans celui de la dissolution de l'Assemblée nationale.

#### Garant de la souveraineté de l’État
Enfin, le Président de la République est le garant de la souveraineté de l'État, de son indépendance et de son intégrité ce qui explique l'importance de ses pouvoirs en matière diplomatique et militaire (il est le chef des armées). Cet article justifie aussi l'existence de l'article 16 et des pouvoirs importants conférés au président en cas de crise grave.

## Jurisprudence

### De la continuité de l’État à la continuité du service public
Le Conseil constitutionnel s'est fondé sur l'article 5 pour déduire de le l'expression de « continuité de l’État » la continuité du service public français, et ce dès 1979. Dès lors, la continuité du service public a valeur constitutionnelle, au même titre que le droit de grève. Il revient alors au législateur de trancher quel principe prend le pas sur l'autre et c'est par ce biais que l'on aboutit aux lois de « service minimum ».

### Souveraineté nationale et privatisations
Le juge constitutionnel s'est basé sur l'article 5 dans sa décision n°86-207 DC du 26 juin 1986, au sujet des privatisations sous le gouvernement de Jacques Chirac, pour indiquer que « la Constitution s'oppose à ce que des biens [...] faisant partie du patrimoine public soient cédés à des personnes poursuivant des fins d’intérêt privé pour des prix inférieurs à leur valeur ». Il avait conclu qu'« il suit de là que serait contraire à la Constitution le transfert du secteur public au secteur privé de certaines entreprises [...] dont l’exploitation revêt les caractères d’un service public national ou d’un monopole de fait ».

### Séparation des pouvoirs
Le Conseil constitutionnel a précisé pour la première fois, à l'occasion de la Question prioritaire de constitutionnalité 2011-192 du 10 novembre 2011, que malgré son statut d'« arbitre », « le principe de la séparation des pouvoirs s’applique à l’égard du Président de la République et du Gouvernement ».